# La Plata (canção)
La Plata é o primeiro single do sexto álbum de estúdio da banda Jota Quest, também intitulado La Plata.
A composição é de autoria da própria banda, tendo como letrista o vocalista Flausino. Sua letra retrata a obsessão desenfreada das pessoas pelo dinheiro e questiona a compensação dos sacrifícios para se conseguir o mesmo. Ao final da canção, ouve-se o famoso ¿Por qué no te callas?, dito pelo Rei Juan Carlos da Espanha para o presidente venezuelano Hugo Chávez.

## Lançamento
A música foi lançada oficialmente nas rádios do Brasil dia 2 de Outubro de 2008.
Sua primeira execução ao vivo em televisão se deu quando a banda participou do programa Caldeirão do Huck, da Rede Globo, no dia 18 de Outubro de 2008. Pouco menos de um ano mais tarde, a canção foi incluída na trilha sonora da novela Cama de Gato, da mesma emissora.

## Videoclipe
O clipe estreou na MTV Brasil dia 15 de Outubro de 2008 no programa de TV Domínio MTV, às 17h apresentado pelos VJ's Felipe Solari e Kika Martinez.
A gravação foi feita no formato Cinema-HD, com direção de Conrado Almeida, direção de fotografia de Roberto Saúde e a produção da Brókolis do Brasil.
A história do vídeo se passa em uma partida de pôquer, onde o jogador que tenta roubar é surpreendido por outro jogador-ladrão. "Nós fizemos três papéis no clipe: o de Jota Quest, o de jogadores de pôquer nada amistosos e o de mariachis", conta o vocalista Rogério Flausino.

## Prêmios e indicações
| Ano  | Prêmio                                | Categoria    | Resultado | Ref   |
| ---- | ------------------------------------- | ------------ | --------- | ----- |
| 2009 | Prêmio Multishow de Música Brasileira | Melhor Clipe | Indicado  | [ 2 ] |

## Certificações e vendas
| Região                                              | Certificação | Unidades/vendas |
| --------------------------------------------------- | ------------ | --------------- |
| Brasil (PMB)                                        | Platina      | - 100.000*      |
| *números de vendas baseados somente na certificação |              |                 |